# Commission paritaire (Belgique)
Pour les articles homonymes, voir Commission paritaire.
Les commissions paritaires sont des organes institués au niveau des différentes branches d'activités économiques (marchandes ou non), elles forment un lieu de négociations sociales composé de représentants du patronat et de représentants d'organisation syndicale à nombre égal. Elles constituent des systèmes de relations collectives. Il en existe deux types :
- les commissions de conciliation (pour rapprocher les points de vue opposés) ;
- les commissions d’interprétation (textes conventionnels).

En leur sein sont conclues des conventions collectives de travail.
Aujourd'hui, le texte légal en vigueur sur les commissions paritaires et les conventions collectives de travail est la loi sur les conventions collectives de travail et les commissions paritaires du 5 décembre 1968. L'arrêté royal du 6 novembre 1969 en détermine les modalités générales de fonctionnement et cet arrêté concerne également les sous-commissions paritaires. 

## Contexte historique
L'évolution des relations collectives au travail sur le territoire de la Belgique s'associe avec l'évolution des organisations représentatives des travailleurs. En effet, la loi Le Chapelier de 1791 prohibait et administrait de sanctions pénales la réunion d'individu du même corps de métier pour discuter de leur intérêt. Dès lors, aucune concertation sociale ni réunion n'étaient permises. Cela fermait la porte aux conventions faites entre les patrons et les ouvriers. Cette dite-loi fut abrogée avec la création des premières organisations de travailleurs (Loi Waldeck-Rousseau). En 1898, des conventions collectives de travail seront à nouveau signées. Elles ont une importance non négligeable, elles permettent de mettre le travailleur sur un même pied que son employeur de manière à pouvoir discuter des conditions de travail. 
Dès la fin de la Première Guerre mondiale, il y a une prolifération des conventions collectives de travail mais ces dernières sont dénuées de toute valeur juridique. En effet, elles ne possèdent aucun statut légal, juridique et donc ces dernières n'emportent qu'une obligation morale de respecter la parole donnée. Ces conventions collectives de travail sont créées au sein de prélude des commissions paritaires aujourd'hui. Ce n'est qu'en 1945, au lendemain de la Seconde Guerre mondiale qu’apparaît, au sein de l'ordre juridique interne, un début d'organisation collective de travail avec l'arrêté loi du 9 juin 1945 fixant le statut des commissions paritaires. Par cette loi, on vient fixer un statut légal aux conventions collectives de travail mais également organiser et harmoniser l'organisation des commissions paritaires. 
Dès lors vient se poser la difficulté de la valeur nulle des conventions collectives de travail formées au sein de ces commissions collectives de travail. Elles ne sont pas contraignantes et cela mène à de nombreuses controverses. Surgit alors le désir de doter la législation belge d'un chapitre sur ces conventions collectives de travail ainsi que sur les commissions partiaires afin de combler ce vide juridique tant problématique. Il y a dès lors une prolifération de proposition de loi qui mène en 1968 à la loi sur les conventions collectives de travail et les commissions paritaires. Le statut des commissions paritaire a permis une grande avancée dans le monde du travail tel qu'il a contribué à développer et à ordonner les rapports collectifs dans un monde qui touche beaucoup de personnes, le monde du travail.

## Rôle et fonctions
L'objectif principal de ces commissions paritaires consiste à regrouper des entreprises exerçant des tâches similaires dans le but de leur soumettre un règlement commun concernant les conditions de travail. En leur sein, des conventions collectives de travail sont conclues. Elles sont le principal « instrument de l'efflorescence des accords paritaires ». 
Les commissions et les sous-commissions paritaires ont pour mission : 
- de donner des avis relevant de leur compétence au gouvernement ;
- de remplir les missions qui leur sont accordées par la loi ;
- de conclure des conventions collectives du travail sur une variété étendue de sujet concernant le monde du travail ;
- de concilier les litiges divisant travailleurs et employeurs. Dans le but de prévenir ou de régler ces litiges, la plupart des commissions paritaires ont créé un bureau de conciliation[5]. Ce dernier est composé d'un président, le même président de la commission paritaire en question[5].

Il existe parallèlement aux commissions paritaires, des sous-commissions qui ne sont autre qu'une « subdivision des commissions partiaires instituées pour un territoire ou un secteur d'activité spécifique ». 
La Cour de cassation a souvent jugé qu’il est toujours possible de recourir à un juge pour trancher le problème d’interprétation ou pour rapprocher le point de vue des parties au litige. Elles n’ont donc pas le rôle qu’elles pourraient avoir.

## Composition

### Composant(e)s
Les commissions paritaires, tout comme les sous-commissions partiaires sont composées de la manière suivante : 
- un président et un vice-président nommé par le Roi[6] ;
- un nombre similaire des représentants d'organisations de travailleurs et d'employeurs ;
- de minimum deux secrétaires[7].

L'article 41 de la loi sur les conventions collectives de travail et les commissions paritaires dit que « Le Roi fixe le nombre des membres de chaque commission et sous-commission paritaires ; il y a autant de membres suppléants que de membres effectifs ». 

### Institution d'une commission paritaire
Le Roi, par arrêté royal, met en œuvre la commission paritaire. De plus, il fixe le champ d'application personnel et territorial de cette dernière. 
L'institution d'une commission paritaire peut se faire de deux manières : 
- à l'initiative d'un ministre : les travailleurs et employeurs intéressés sont informés par un avis publié au Moniteur belge ;
- à la demande d'une ou plusieurs organisations. Cependant, ces organisations doivent satisfaire les critères avancés à l'article 3 de la loi du 5 décembre 1968.

### Mandat et quorums
La durée du mandat des membres des commissions est de quatre ans. Il est cependant possible de le renouveler. 
Concernant le quorum de présence, une commission paritaire ne procède aux négociations et aux délibérations en son sein qu'à la condition d'observer la moitié au moins des membres effectifs ou suppléants aussi bien du côté des travailleurs que des employeurs. 
Au niveau des quorums de vote, les décisions sont prises à l'unanimité sauf si une loi particulière en dispose autrement. Dans les votes, ne sont comptabilisées que les voix des membres présents. 
Pour qu’une organisation de travailleurs ou une organisation syndicale soit représentée au sein d'une commissions paritaire, elle doit remplir certaines conditions prévues à l'article 3 de la loi sur les conventions collectives de travail et les commissions paritaires du 5 décembre 1968. 

## Détermination de la commission paritaire compétente

### Faire le bon choix
Il existe aujourd'hui de nombreux domaines dans lesquels des commissions paritaires ont été établies. En effet, le 1er janvier 2017, on comptait en Belgique pas moins de 101 commissions paritaires et 67 sous-commissions paritaires. Cela rend difficile la détermination de la commission paritaire compétente pour telle ou telle entreprise. 
Afin d'éviter un mauvais choix dans la détermination de la bonne commission paritaire, chaque employeur peut être aidé par son secrétariat social ou son conseiller juridique. On peut également se renseigner sur le site internet du service public fédéral. Celui-ci précise les champs de compétences des commissions paritaires. De plus, un avis de détermination peut toujours être demandé à la direction générale des relations collectives de travail. 
Une appartenance à une commission n'est pas sans frais. En effet, chaque employeur se doit payer des cotisations à l'ONSS ou encore à un fonds de sécurité d'existence. 

### Mauvais choix de la commission paritaire compétente
Le choix d'une commission partiaire erroné peut se révéler alors très problématique et lourd de conséquences. Par exemple, lorsqu'on se trouve associé à une commission paritaire qui doit verser une cotisation moins onéreuse à l'ONSS que celle à qui nous devrions normalement l'être. 
Un employeur est en principe relié qu'à une seule commission paritaire en référence à l'activité économique de sa profession. Selon la Cour de cassation, il existe des cas où un employeur peut appartenir à diverses commissions paritaires, mais cela reste de l'exception. 
Il existe cependant des travailleurs sans commissions partiaires : 
- les travailleurs ayant un contrat de travail de type Agence locale pour l'emploi (ALE) ;
- les personnes travaillant pour l’État, les communautés et régions, les commissions communautaires, les provinces et communes, ainsi que tous les établissements publics qui en dépendent ;
- les organismes d'intérêt public ;
- les personnes travaillant dans les centres de formation professionnelle ;
- le personnel subventionné par l’État.